# Valenza
Valenza (Valensa trong tiếng Piemonte) là một đô thị ở tỉnh Alessandria trong vùng Piedmont của Italia, có vị trí cách khoảng 80 km về phía đông của Torino và khoảng 11 km về phía bắc của Alessandria. Tại thời điểm ngày 31 tháng 12 năm 2004, đô thị này có dân số 20.489 người và diện tích là 50 km².
Đô thị Valenza có các frazioni (các đơn vị cấp dưới, chủ yếu là các làng) Villabella and Montevalenza.
Valenza nổi tiếng với thiết kế vàng và nữ trang, ở đây có nhiều tiệm vàng và trang sức.
Valenza giáp các đô thị: Alessandria, Bassignana, Bozzole, Frascarolo, Giarole, Mirabello Monferrato, Pecetto di Valenza, Pomaro Monferrato, San Salvatore Monferrato, Suardi, và Torre Beretti e Castellaro.